# Michał Działyński (zm. 1713)
Michał Działyński herbu Ogończyk (zm. 1713).
Syn Stanisława, brat Jana, ojciec Jakuba. Aktywnie agitował w Prusach Królewskich na rzecz elekcji Michała Korybuta Wiśniowieckiego. W 1697 roku był elektorem Augusta II Mocnego z województwa poznańskiego. Awansował z pozycji chorążego pomorskiego w 1702 na urząd kasztelana bydgoskiego, a w 1706 kasztelana brzeskokujawskiego. Trzykrotnie żonaty: z Ewą Grudzińską herbu Grzymała, Konstancją Szamowską i Ludwiką Niegolewską, chorążanką wschowską. Być może dzięki dobrom posagowym którejś z dwóch pierwszych żon wszedł w posiadanie majętności na Kujawach, a dzięki trzeciej – w Wielkopolsce.
Poseł sejmiku łęczyckiego na sejm zwyczajny 1688 roku, poseł sejmiku kowalewskiego na sejm 1690 roku.